# Valerij Alekszandrovics Jazdovszkij
Valerij Alekszandrovics Jazdovszkij (oroszul: Валерий Александрович Яздовский; Jenakijevo, 1930. június 8. – 2012. november 10.) szovjet űrhajós.

## Élete
1954-ben diplomázott a moszkvai repülő-főiskolán. Tervezőként az OKB–1 tervezőirodában különböző űreszközök (Vosztok-program, Voszhod (űrhajó) és Szojuz (űrhajó) űrhajók) fejlesztésében vett részt. 1968. május 27-től vett részt űrhajós kiképzésben. 1982. július 1-ig volt tagja a szovjet űrhajós csoportnak. Ez után mérnökként dolgozott.

## Űrrepülései
1970-ben a Szojuz–9 mentőlegénységének fedélzeti mérnöke. Az űrutazás fő feladat volt, tanulmányozni a hosszú időtartamú űrrepülés következményeit.
1973-ban a Szojuz–13 legénységének fedélzeti-mérnök tagja, jellemkülönbségek miatt nem jött ki Lev Vasziljevics Vorobjov parancsnok társával. Az űrhajózási központ levette őket, a feladat végrehajtást a tartalék személyzetre bízta. Csak a tartalék személyzet  fedélzeti-mérnök tagjaként kapott beosztást.

## Szakmai sikerei
Több katonai és állami elismerés tulajdonosa.